# Йохан цу Щолберг
Йохан цу Щолберг (на немски: Johann zu Stolberg; * 1 октомври 1549, Вернигероде; † 30 юли 1612, Вернигероде) от фамилията Щолберг е граф на Щолберг.

## Произход и наследство
Той е третият син на граф Волфганг фон Щолберг-Вернигероде (1501 – 1552) и втората му съпруга Геновефа фон Вид († 1556), дъщеря на граф Йохан III фон Вид († 1533) и Елизабет фон Насау-Диленбург (1488 – 1559).
Брат е на Волфганг Ернст (1546 – 1606), граф цу Щолберг-Щолберг-Вернигероде, Бото фон Щолберг (1548 – 1577), Хайнрих XI (1551 – 1615), граф цу Щолберг-Вернигероде, и на Анна фон Щолберг (1550 – 1623), канонеса в Кведлинбург (1601).
Йохан цу Щолберг умира на 30 юли 1612 г. 62 години във Вернигероде и е погребан там в църквата „Св. Сйлвестри“. Линията Харц на фамилята Щолберг свършва по мъжка линия през 1631 г. със смъртта на син му граф Волфганг Георг цу Щолберг.

## Фамилия
Йохан цу Щолберг се жени на 3 март 1579 г. във Вилденбрух, Померания, за Енгела фон Путбус (* 1549/1550; † 5 март 1598), дъщеря на Георг I фон Путбус/ Юрген фон Путбус († 1563) и графиня Анна Катарина фон Хонщайн († 1567). Те имат три деца:
- Анна Геновефа цу Щолберг (* 3 февруари 1580; † 18 декември 1635), омъжена 1626 г. за граф Хайнрих IV Ройс-Дьолау (1580 – 1636)
- Мария Магдалена цу Щолберг (* 26 ноември 1581; † 27 октомври 1627 в Кведлинбург)
- Волфганг Георг цу Щолберг (* 20 декември 1582; † 11 септември 1631), граф цу Щолберг в Щолберг, женен на 31 октомври 1613 г. във Вернигероде за Барбара Мария цу Щолберг (1596 – 1636), няма деца